# Eleousa (Rhodos)
Eleousa (Grieks: Ελεούσα Ρόδου, Eleousa Rodou) is een dorp op het Griekse eiland Rhodos. Tot 2011 was het een deelgemeente van Kameiros (Δήμος Καμείρου); sinds de bestuurlijke hervorming van 2011 is het een onderdeel van de fusiegemeente Rhodos, die het volledige eiland omvat. De dichtste dorpen in de buurt zijn Dimilia (Διμυλιά Ρόδου), Platania (Πλατάνια Ρόδου) en Archipoli (Αρχίπολη Ρόδου). In vogelvlucht ligt het op ruim vijftig kilometer ten zuidwesten van de hoofdstad Rhodos.

## Italiaanse stichting (1935)
Eleousa is een 20ste-eeuwse stichting, meer bepaald uit de tijd toen het eiland Rhodos onder Italiaans bestuur stond. In het kader van de economische ontwikkeling en de italianisering van het eiland, stichtten de Italianen vier landbouwdorpen die door Italiaanse kolonistengezinnen bevolkt zouden worden. Drie daarvan bevonden zich niet ver van de kust: San Benedetto (thans: Kolymbia), San Marco (bij Kattavia) en Peveragno (thans: Kato Kalamon). Eén lag meer binnenlands, op een uitloper van de Profitis Ilias-berg: Campochiaro, het huidige Eleousa. De oprichting dateert van 1935-1936.
Net zoals in de andere stichtingsdorpen werd in Campochiaro een volledige dorpskern uit de grond gestampt, met een rooms-katholieke kerk, een school, een Casa del Fascio (lokaal van de fascistische partij, met - thans verdwenen - toren), gemeentelijke diensten, medische dienst, winkels en zelfs een bioscoop. Al deze gebouwen stonden (en staan) geschaard rondom een rechthoekig dorpsplein. Tevens werden waterbouwkundige werken uitgevoerd, met het oog op irrigatie en energieopwekking. Zo was er een kleine waterkrachtinstallatie die het dorp van elektriciteit voorzag. De ronde vijver met fontein net buiten het dorp herinnert nu nog aan deze ingrepen. De kolonisten, onder meer afkomstig uit de Alto Adige, kregen elk een woning en een stuk grond ter beschikking.

## Sanatorium (1947-1970)
Na de Tweede Wereldoorlog moesten de Italianen Rhodos voorgoed uit handen geven. De Italiaanse kolonisten waren toen al lang vertrokken: sommigen waren al bij het begin van de oorlog terug huiswaarts gekeerd, en de overigen waren weggetrokken nadat het Duitse leger het eiland in september 1943 bezet had en onder andere in Campochiaro een militair steunpunt had gevestigd. In 1947 werd Rhodos, samen met de andere eilanden van de Dodekanesos, bij Griekenland gevoegd. Campochiaro lag er op dat moment volledig verlaten bij. In augustus 1947 richtte een Griekse longarts, Emmanuel G. Kostaridis, in een deel van de leegstaande gebouwen een sanatorium op. In de Dodekanesos was er nood aan een verzorgingscentrum voor tbc-patiënten, en het initiatief van dokter Kostaridis kwam hieraan tegemoet. De eerder geïsoleerde ligging van het dorp en de beschikbaarheid van gebouwen maakten het tot een geschikte plek voor een dergelijke instelling. Het sanatorium zou drieëntwintig jaar, van 1947 tot 1970, in gebruik blijven en in die tijd 1581 patiënten behandelen.
Ondertussen was de plaats ook van naam veranderd. De rooms-katholieke kerk werd omgevormd tot een Grieks-orthodoxe Kerk en gewijd aan de Agia Eleousa (heilige Moeder Gods met Kind Jezus). Deze naam werd ook aan het dorp gegeven.

## Huidige toestand
Thans staan alle gebouwen van de voormalige Italiaanse dorpskern - met uitzondering van de kerk - leeg, en biedt de plek een vrij desolate aanblik. Het door bomen beschaduwde dorpsplein heeft inmiddels de naam van "Dokter Emmanuel Kostaridisplein" gekregen.
In Eleousa zijn er nu een 250-tal inwoners. De bewoning is verspreid, maar er is ook een kleine woonkern, eveneens (Agia) Eleousa geheten, die zich op een kleine kilometer oostwaarts van de Italiaanse dorpskern bevindt.
In de zomer vormen Eleousa en de bosrijke omgeving een geliefkoosde excursiebestemming voor de Grieken, die er komen wandelen en picknicken.
De ronde vijver aan de rand van het dorp is een van de drie plekken op het eiland waar de Gizani of Rhodoskarper (Squalius ghigii) in beschermde omstandigheden leeft en gekweekt wordt. Deze kleine zoetwatervis komt enkel op Rhodos voor en is een ernstig bedreigde soort. Kort voor 2000 werd een Europees programma opgestart om het voortbestaan van de soort te garanderen. De toen uitgevoerde onderhouds- en restauratiewerken aan de vijver van Eleousa waren een onderdeel van dat programma.

## Agios Nikoloas Foundoukli
Drie kilometer ten westen van het dorp, links van de weg naar de top van de Profitis Ilias-berg, staat het 15de-eeuwse kloosterkerkje van Agios Nikoloas Foundoukli (Άγιος Νικόλαος Φουντουκλί). Het is op een kruisvormig grondplan gebouwd en bevat binnenin deels bewaarde wandschilderingen. In de eerste helft van de 20ste eeuw dreigde het kerkje in te storten. In opdracht van het toenmalige Italiaanse bestuur werd een grondige restauratie doorgevoerd. Hierbij is het bovenste deel van de koepel herbouwd (waardoor dit nu binnenin geen wandbeschildering meer heeft) en werden de wandschilderingen bijgewerkt. In de omgeving zijn meerdere bronnen te vinden.

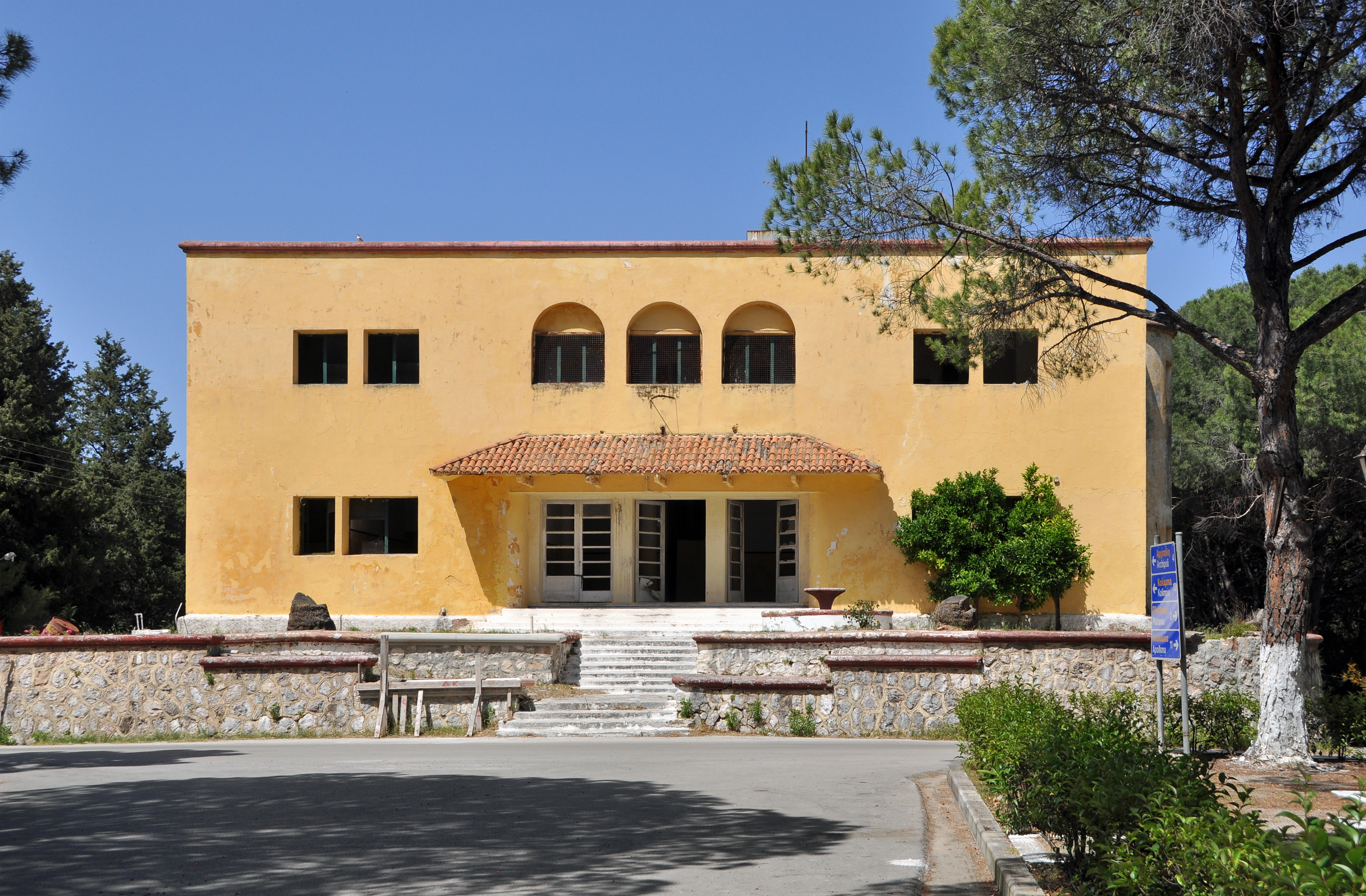
Italiaans gebouw aan de noordzijde van het dorpsplein
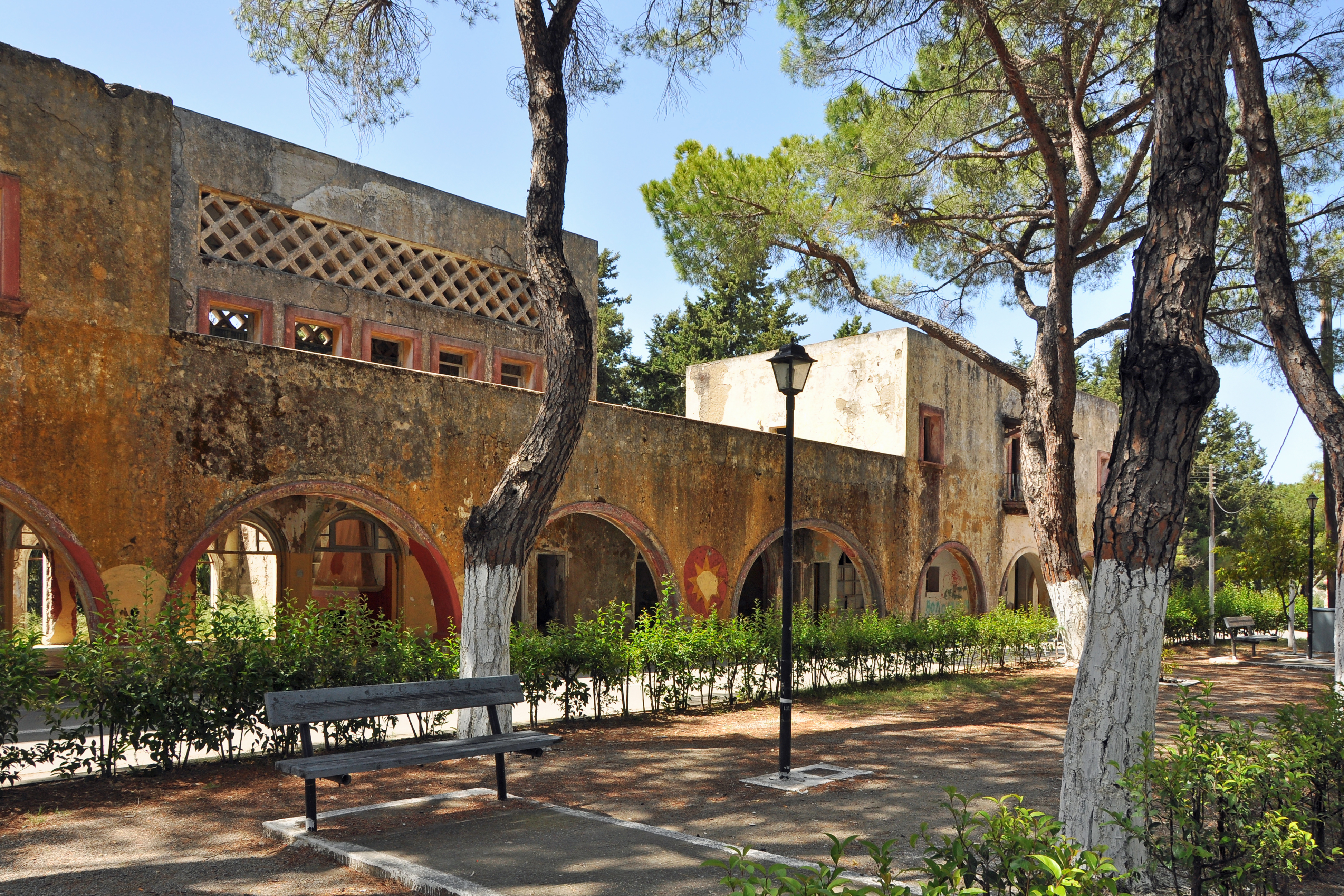
Italiaanse gebouwen aan de westzijde van het dorpsplein
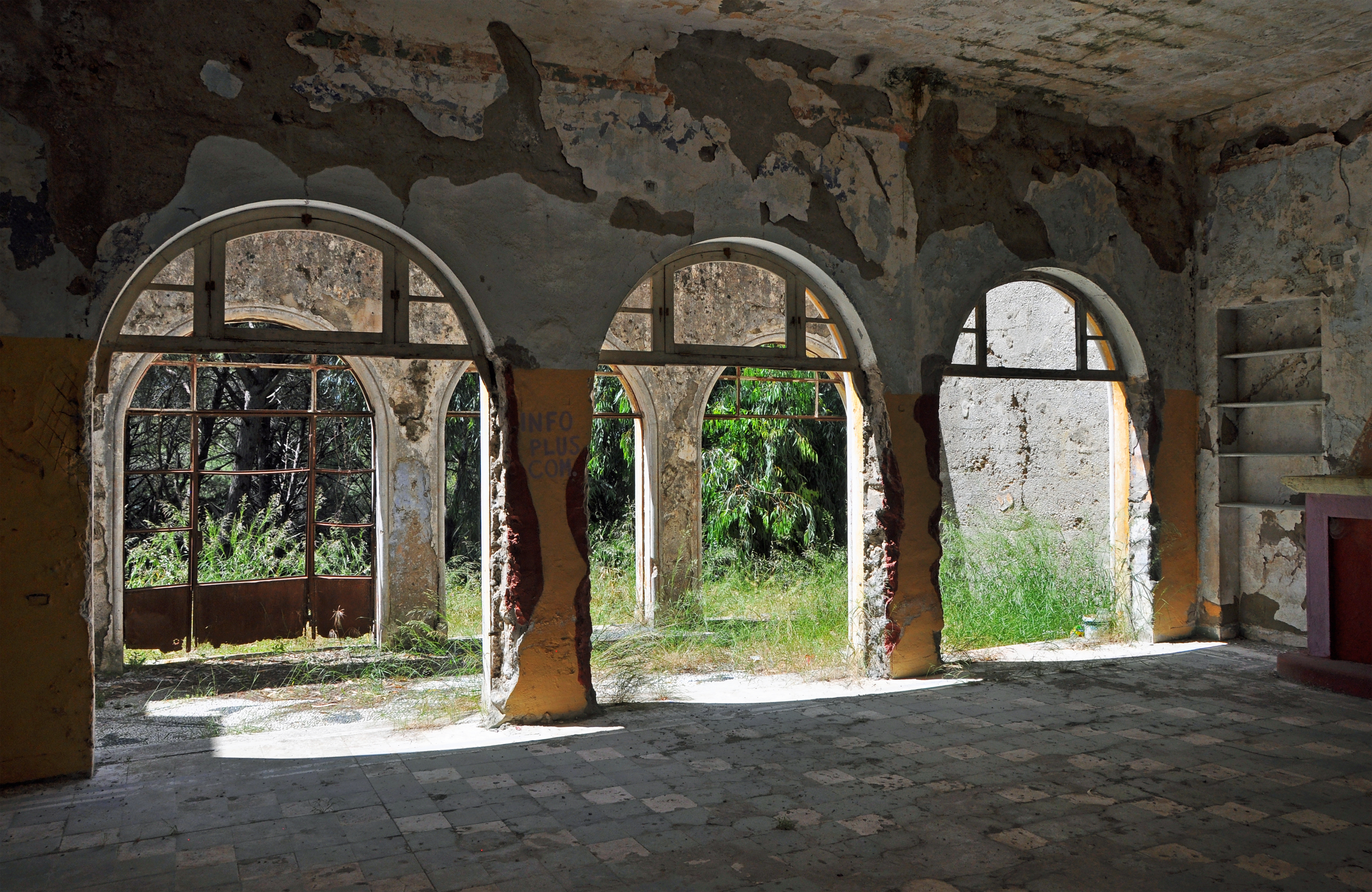
Interieur van de vervallen gebouwen
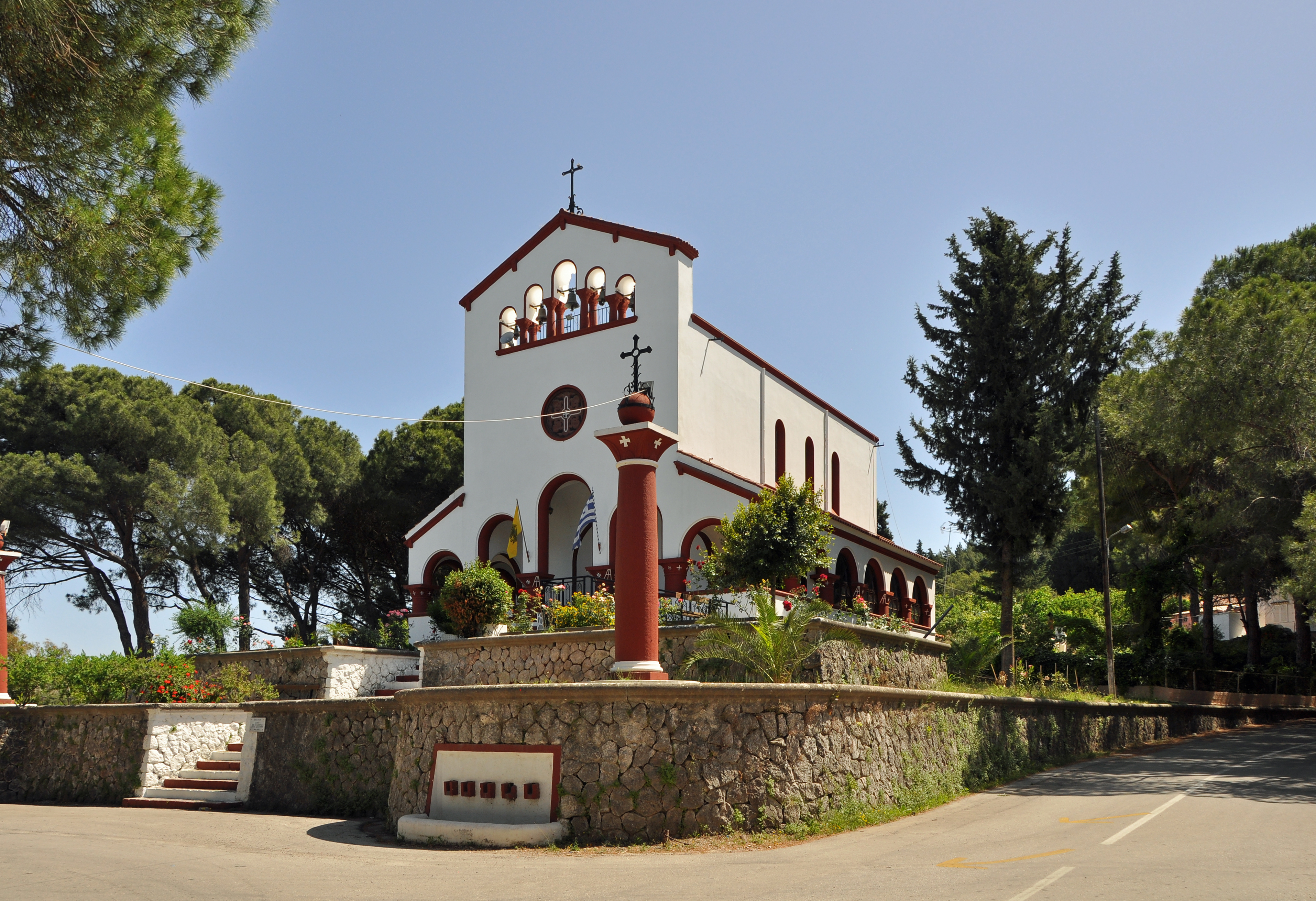
De Agia Eleousa kerk aan de zuidzijde van het dorpsplein
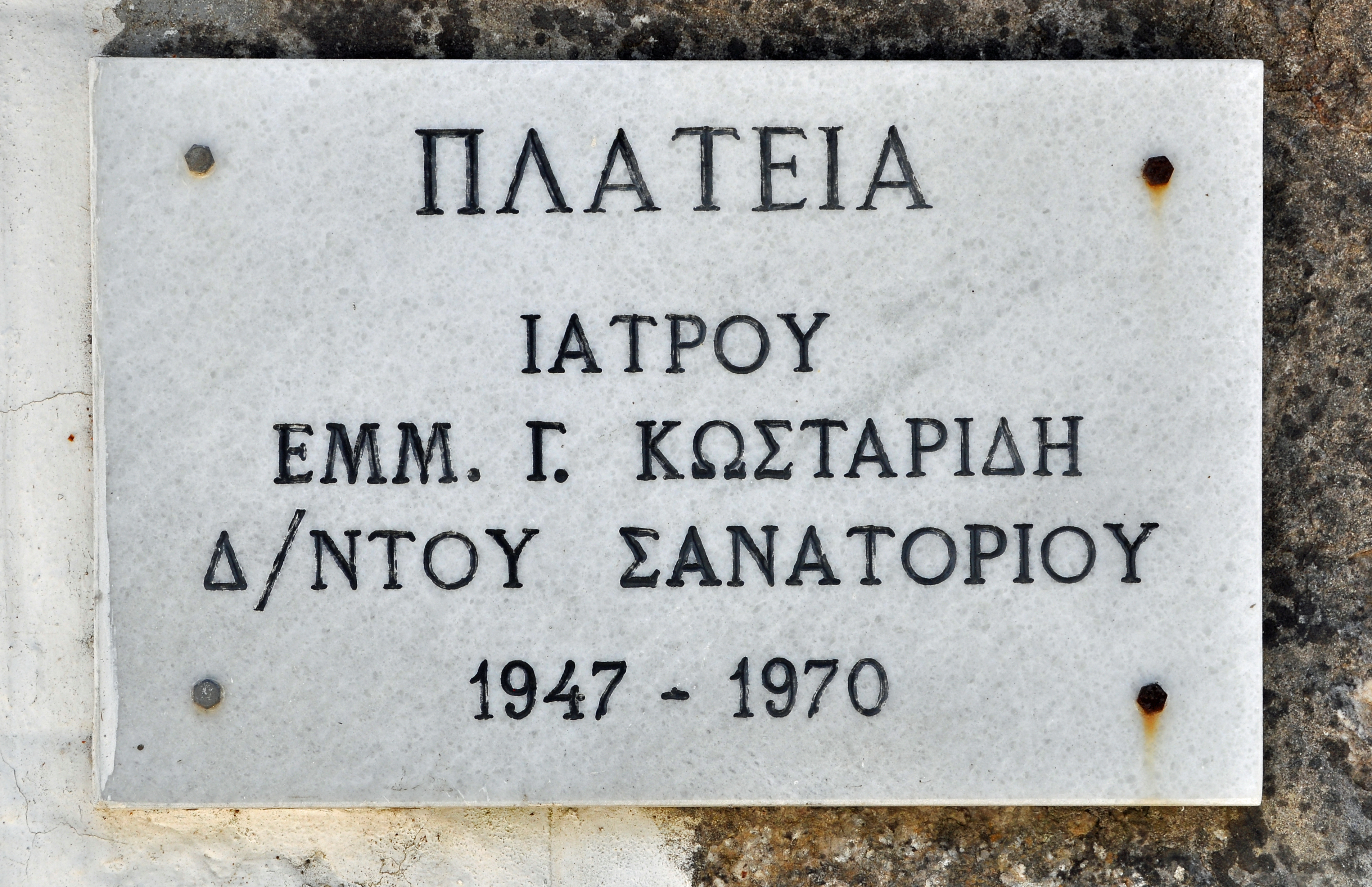
Gedenksteen voor de longarts Emmanuel G. Kostaridis, bij de trap naar de kerk
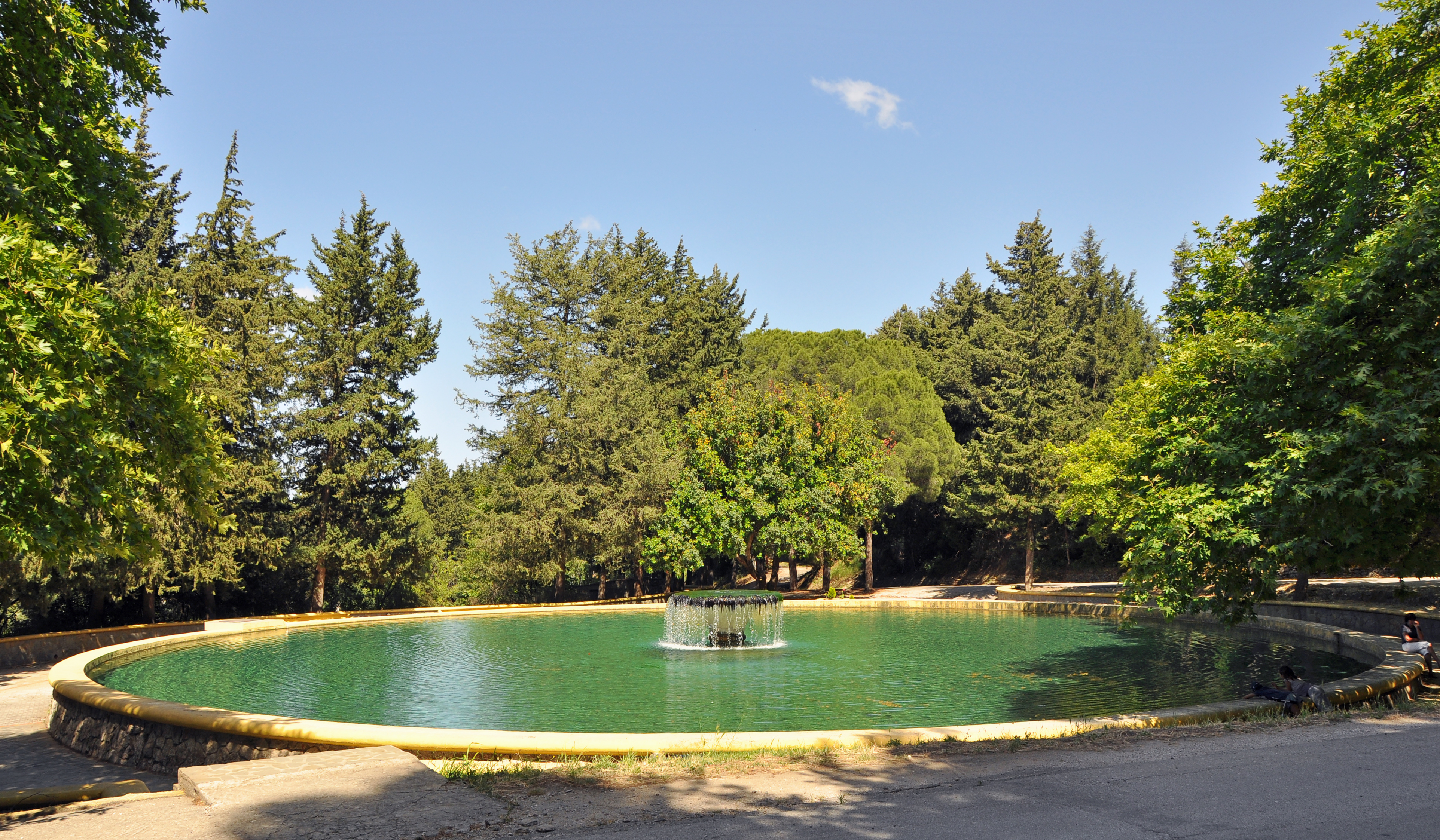
Ronde vijver met fontein, even buiten het dorp, met een populatie van de bedreigde vissoort Squalius ghigii
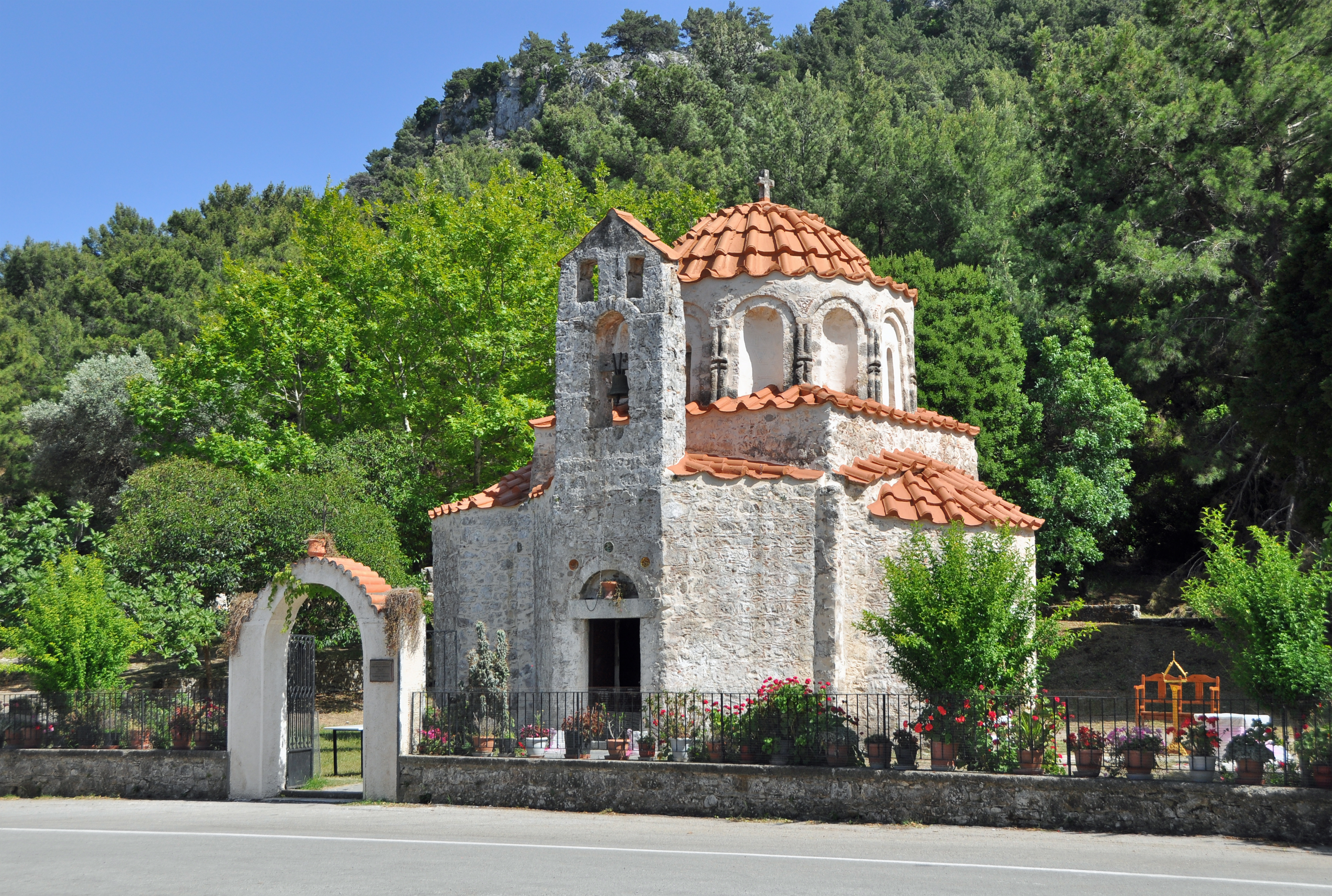
Het kloosterkerkje van Agios Nikolaos Foundoukli
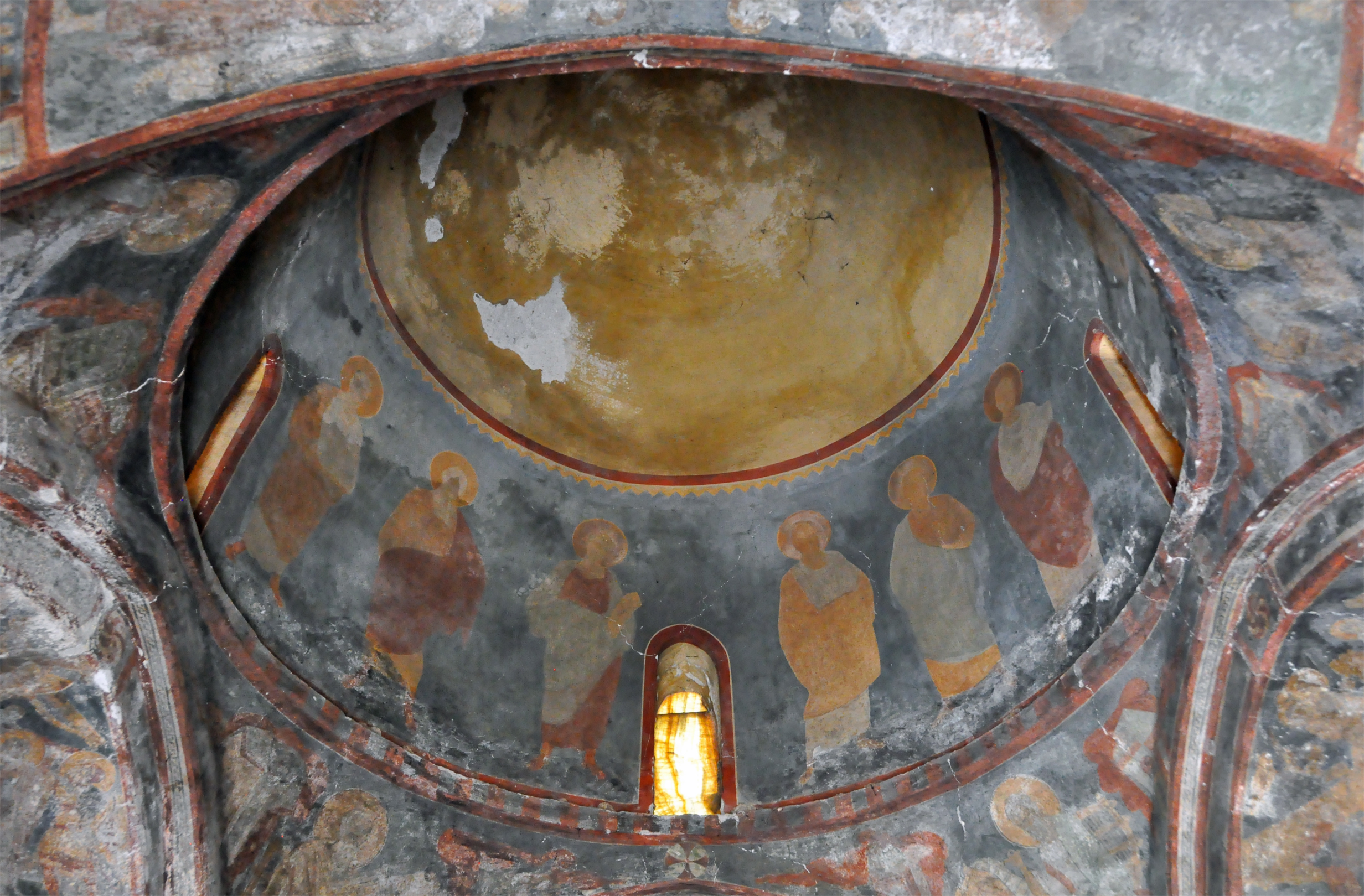
De koepel van het kloosterkerkje van Agios Nikolaos Foundoukli